# Список птахів Центральноафриканської Республіки
Це перелік видів птахів, зафіксованих на території Центральноафриканської Республіки. Авіфауна Центральноафриканської Республіки налічує загалом 791 вид. з яких 3 є рідкісними або випадковими.

## Позначки
Наступні теги використані для виділення деяких категорій птахів.
- (А) Випадковий — вид, який рідко або випадково трапляється в ЦАР
- (I) Інтродукований — вид, завезений до ЦАР як наслідок, прямих чи непрямих дій людських дій

## Страусоподібні(Struthioniformes)
Родина: Страусові (Struthionidae)
- Страус африканський, Struthio camelus

## Пірникозоподібні(Podicipediformes)
Родина: Пірникозові (Podicipedidae)
- Пірникоза мала, Tachybaptus ruficollis

Родина: Бакланові (Phalacrocoracidae)
- Баклан великий, Phalacrocorax carbo
- Баклан африканський, Microcarbo africanus

Родина: Змієшийкові (Anhingidae)
- Змієшийка африканська, Anhinga rufa

## Пеліканоподібні(Pelecaniformes)
Родина: Пеліканові (Pelecanidae)
- Пелікан рожевий, Pelecanus onocrotalus
- Пелікан африканський, Pelecanus rufescens

Родина: Чаплеві (Ardeidae)
- Чапля сіра, Ardea cinerea
- Чапля чорноголова, Ardea melanocephala
- Чапля-велетень, Ardea goliath
- Чапля руда, Ardea purpurea
- Чепура велика, Ardea alba
- Чепура середня, Ardea intermedia
- Чепура мала, Egretta garzetta
- Чапля жовта, Ardeola ralloides
- Чапля єгипетська, Bubulcus ibis
- Чапля мангрова, Butorides striata
- Квак звичайний, Nycticorax nycticorax
- Квак білобокий, Gorsachius leuconotus
- Бушля смугаста, Tigriornis leucolophus
- Бугайчик африканський, Ixobrychus sturmii
- Бугайчик звичайний, Ixobrychus minutus
- Бугай водяний, Botaurus stellaris

Родина: Молотоголовові (Scopidae)
- Молотоголов, Scopus umbretta

Родина: Китоголовові (Balaenicipididae)
- Китоголов, Balaeniceps rex

Родина: Ібісові (Threskiornithidae)
- Ібіс священний, Threskiornis aethiopicus
- Ібіс зелений, Bostrychia olivacea
- Ібіс строкатошиїй, Bostrychia rara
- Гагедаш, Bostrychia hagedash
- Коровайка бура, Plegadis falcinellus
- Косар білий, Platalea leucorodia
- Косар африканський, Platalea alba

## Лелекоподібні(Ciconiiformes)
Родина: Лелекові (Ciconiidae)
- Лелека-тантал африканський, Mycteria ibis
- Лелека-молюскоїд африканський, Anastomus lamelligerus
- Лелека чорний, Ciconia nigra
- Лелека африканський, Ciconia abdimii
- Лелека тропічний, Ciconia microscelis
- Лелека білий, Ciconia ciconia
- Ябіру сенегальський, Ephippiorhynchus senegalensis
- Марабу африканський, Leptoptilos crumenifer

## Гусеподібні(Anseriformes)
Родина: Качкові (Anatidae)
- Свистач рудий, Dendrocygna bicolor
- Свистач білоголовий, Dendrocygna viduata
- Каргарка нільська, Alopochen aegyptiacus
- Шпорокрил, Plectropterus gambensis
- Качка шишкодзьоба, Sarkidiornis melanotos
- Качка екваторіальна (Pteronetta hartlaubii)
- Чирянка-крихітка африканська, Nettapus auritus
- Чирянка мала, Anas crecca
- Шилохвіст північний, Anas acuta
- Чирянка велика, Spatula querquedula
- Широконіска північна, Spatula clypeata
- Чернь білоока, Aythya nyroca

## Яструбоподібні(Accipitriformes)
Родина: Скопові (Pandionidae)
- Скопа, Pandion haliaetus

Родина: Яструбові (Accipitridae)
- Шуляк африканський, Aviceda cuculoides
- Осоїд євразійський, Pernis apivorus
- Шуліка-широкорот, Macheiramphus alcinus
- Шуліка чорноплечий, Elanus caeruleus
- Шуліка вилохвостий, Chelictinia riocourii
- Шуліка чорний, Milvus migrans
- Орлан-крикун, Haliaeetus vocifer
- Гриф пальмовий, Gypohierax angolensis
- Стерв'ятник бурий, Necrosyrtes monachus
- Стерв'ятник, Neophron percnopterus
- Gyps africanus
- Сип плямистий, Gyps rueppelli
- Гриф африканський, Torgos tracheliotos
- Гриф білоголовий, Trigonoceps occipitalis
- Circaetus beaudouini
- Circaetus pectoralis (A)
- Circaetus cinereus
- Circaetus cinerascens
- Terathopius ecaudatus
- Dryotriorchis spectabilis
- Лунь очеретяний, Circus aeruginosus
- Circus ranivorus
- Лунь степовий, Circus macrourus
- Лунь лучний, Circus pygargus
- Polyboroides typus
- Яструб-ящірколов, Kaupifalco monogrammicus
- Яструб-крикун темний, Melierax metabates
- Яструб-крикун світлий, Melierax canorus (A)
- Габар, Micronisus gabar
- Яструб заїрський, Accipiter toussenelii
- Яструб ангольський, Accipiter tachiro
- Яструб каштановобокий, Accipiter castanilius
- Яструб туркестанський, Accipiter badius
- Яструб сенегальський, Accipiter erythropus
- Яструб коротконогий, Accipiter brevipes (A)
- Яструб савановий, Accipiter minullus (A)
- Яструб намібійський, Accipiter ovampensis (A)
- Яструб чорний, Accipiter melanoleucus
- Яструб довгохвостий, Urotriorchis macrourus
- Канюк африканський, Butastur rufipennis
- Канюк звичайний, Buteo buteo
- Канюк степовий, Buteo rufinus (A)
- Buteo auguralis
- Підорлик малий, Clanga pomarina (A)
- Орел рудий, Aquila rapax
- Aquila spilogaster
- Aquila africana
- Орел білоголовий, Hieraaetus wahlbergi
- Орел-карлик, Hieraaetus pennatus
- Hieraaetus ayresii
- Орел-боєць, Polemaetus bellicosus
- Орел довгочубий, Lophaetus occipitalis
- Орел вінценосний, Stephanoaetus coronatus

Родина: Секретарові (Sagittariidae)
- Птах-секретар, Sagittarius serpentarius

## Соколоподібні(Falconiformes)
Родина: Соколові (Falconidae)
- Сокіл-крихітка африканський, Polihierax semitorquatus
- Боривітер степовий, Falco naumanni
- Боривітер звичайний, Falco tinnunculus
- Боривітер рудий, Falco alopex
- Боривітер сірий, Falco ardosiaceus
- Турумті, Falco chicquera
- Кібчик червононогий, Falco vespertinus
- Підсоколик африканський, Falco cuvierii
- Ланер, Falco biarmicus
- Сапсан, Falco peregrinus

## Куроподібні(Galliformes)
Родина: Фазанові (Phasianidae)
- Турач Шлегеля, Campocolinus schlegelii
- Турач лісовий, Peliperdix lathami
- Турач тропічний, Pternistis squamatus
- Турач жовтодзьобий, Pternistis icterorhynchus
- Турач савановий, Pternistis clappertoni
- Перепілка звичайна, Coturnix coturnix (A)
- Перепілка-арлекін, Coturnix delegorguei
- Перепілка африканська, Synoicus adansonii

Родина: Токрові (Odontophoridae)
- Куріпка скельна, Ptilopachus petrosus

Родина: Цесаркові (Numididae)
- Цесарка чорна, Agelastes niger
- Цесарка рогата, Numida meleagris
- Цесарка камерунська, Guttera plumifera
- Цесарка чубата, Guttera pucherani

## Журавлеподібні(Gruiformes)
Родина: Журавлеві (Gruidae)
- Журавель-вінценос північний, Balearica pavonina

Родина: Sarothruridae
- Погонич білоплямистий, Sarothrura pulchra
- Погонич рудоволий, Sarothrura rufa
- Погонич довгопалий, Sarothrura lugens

Родина: Пастушкові (Rallidae)
- Пастушок червононогий, Himantornis haematopus
- Пастушок африканський, Rallus caerulescens
- Деркач африканський, Crex egregia
- Багновик африканський, Zapornia flavirostra
- Султанка зеленоспинна, Porphyrio madagascariensis
- Султанка африканська, Porphyrio alleni
- Курочка водяна, Gallinula chloropus
- Курочка мала, Paragallinula angulata

Родина: Лапчастоногові (Heliornithidae)
- Лапчастоніг африканський, Podica senegalensis

## Дрохвоподібні(Otidiformes)
Родина: Дрохвові (Otididae)
- Дрохва аравійська, Ardeotis arabs
- Дрохва кафрська, Neotis denhami
- Корхаан білочеревий, Eupodotis senegalensis
- Дрохва чорночерева, Lissotis melanogaster

## Сивкоподібні(Charadriiformes)
Родина: Триперсткові (Turnicidae)
- Триперстка африканська, Turnix sylvatica
- Триперстка чорногуза, Turnix nanus
- Триперстка-крихітка, Ortyxelos meiffrenii

Родина: Яканові (Jacanidae)
- Якана мала, Microparra capensis
- Якана африканська, Actophilornis africanus

Родина: Мальованцеві (Rostratulidae)
- Мальованець афро-азійський, Rostratula benghalensis

Родина: Чоботарові (Recurvirostridae)
- Кулик-довгоніг чорнокрилий, Himantopus himantopus
- Чоботар синьоногий, Recurvirostra avosetta

Родина: Лежневі (Burhinidae)
- Лежень заїрський, Burhinus vermiculatus
- Лежень степовий, Burhinus oedicnemus
- Лежень річковий, Burhinus senegalensis
- Лежень плямистий, Burhinus capensis

Родина: Pluvianidae
- Бігунець єгипетський, Pluvianus aegyptius

Родина: Дерихвостові (Glareolidae)
- Бігунець малий, Cursorius temminckii
- Бігунець червононогий, Rhinoptilus chalcopterus
- Дерихвіст лучний, Glareola pratincola
- Дерихвіст степовий, Glareola nordmanni
- Дерихвіст скельний, Glareola nuchalis
- Дерихвіст попелястий, Glareola cinerea

Родина: Сивкові (Charadriidae)
- Чайка шпорова, Vanellus spinosus
- Чайка чорночуба, Vanellus tectus
- Чайка вусата, Vanellus albiceps
- Чайка степова, Vanellus gregarius (імовірно знищений)
- Чайка сенегальська, Vanellus senegallus
- Чайка рудогруда, Vanellus superciliosus
- Пісочник великий, Charadrius hiaticula
- Пісочник малий, Charadrius dubius
- Пісочник-пастух, Charadrius pecuarius
- Пісочник буроголовий, Charadrius forbesi
- Пісочник білолобий, Charadrius marginatus

Родина: Баранцеві (Scolopacidae)
- Баранець малий, Lymnocryptes minimus
- Баранець великий, Gallinago media
- Баранець звичайний, Gallinago gallinago
- Грицик великий, Limosa limosa
- Грицик малий, Limosa lapponica
- Кульон великий, Numenius arquata
- Коловодник чорний, Tringa erythropus
- Коловодник звичайний, Tringa totanus
- Коловодник ставковий, Tringa stagnatilis
- Коловодник великий, Tringa nebularia
- Коловодник лісовий, Tringa ochropus
- Коловодник малий, Tringa solitaria (A)
- Коловодник болотяний, Tringa glareola
- Набережник палеарктичний, Actitis hypoleucos
- Побережник ісландський, Calidris canutus
- Побережник білий, Calidris alba
- Побережник малий, Calidris minuta
- Побережник білохвостий, Calidris temminckii
- Побережник червоногрудий, Calidris ferruginea
- Брижач, Calidris pugnax

Родина: Мартинові (Laridae)
- Мартин чорнокрилий, Larus fuscus
- Мартин сіроголовий, Chroicocephalus cirrocephalus
- Крячок каспійський, Hydroprogne caspia
- Крячок полярний, Sterna paradisaea
- Крячок білощокий, Chlidonias hybrida
- Крячок білокрилий, Chlidonias leucopterus
- Водоріз африканський, Rynchops flavirostris

## Рябкоподібні(Pterocliformes)
Родина: Рябкові (Pteroclidae)
- Рябок пустельний, Pterocles exustus
- Рябок суданський, Pterocles quadricinctus

## Голубоподібні(Columbiformes)
Родина: Голубові (Columbidae)
- Голуб цяткований, Columba guinea
- Голуб конголезький, Columba unicincta
- Columba iriditorques
- Голуб білощокий, Columba larvata
- Streptopelia decipiens
- Streptopelia semitorquata
- Streptopelia capicola
- Streptopelia vinacea
- Горлиця мала, Spilopelia senegalensis
- Горлиця абісинська, Turtur abyssinicus
- Горлиця рожевочерева, Turtur afer
- Горлиця білолоба, Turtur tympanistria
- Горлиця синьоголова, Turtur brehmeri
- Горлиця капська, Oena capensis
- Вінаго жовточеревий, Treron waalia
- Вінаго африканський, Treron calvus

## Папугоподібні(Psittaciformes)
Родина: Psittaculidae
- Папуга Крамера, Psittacula krameri
- Нерозлучник гвінейський, Agapornis pullarius
- Нерозлучник ліберійський Agapornis swindernianus

Родина: Папугові (Psittacidae)
- Жако, Psittacus erithacus
- Папуга-довгокрил червонолобий, Poicephalus gulielmi
- Папуга-довгокрил жовтоплечий, Poicephalus meyeri
- Папуга-довгокрил жовтоокий, Poicephalus crassus

## Туракоподібні(Musophagiformes)
Родина: Туракові (Musophagidae)
- Турако блакитний, Corythaeola cristata
- Турако зеленочубий, Tauraco persa
- Турако чорнодзьобий, Tauraco schuettii
- Турако білочубий, Tauraco leucolophus
- Турако фіолетовий, Musophaga violacea
- Турако червоночубий, Musophaga rossae
- Галасник сенегальський, Crinifer piscator
- Галасник руандійський, Crinifer zonurus

## Зозулеподібні(Cuculiformes)
Родина: Зозулеві (Cuculidae)
- Зозуля строката, Clamator jacobinus
- Зозуля африканська, Clamator levaillantii
- Зозуля чубата, Clamator glandarius
- Зозуля товстодзьоба, Pachycoccyx audeberti
- Зозуля червоновола, Cuculus solitarius
- Зозуля чорна, Cuculus clamosus
- Зозуля звичайна, Cuculus canorus
- Зозуля саванова, Cuculus gularis
- Зозуля-довгохвіст темна, Cercococcyx mechowi
- Зозуля-довгохвіст оливкова, Cercococcyx olivinus
- Дідрик жовтогорлий, Chrysococcyx flavigularis
- Дідрик білочеревий, Chrysococcyx klaas
- Дідрик жовтогрудий, Chrysococcyx cupreus
- Дідрик білощокий, Chrysococcyx caprius
- Малкога жовтодзьоба, Ceuthmochares aereus
- Коукал африканський, Centropus grillii
- Коукал габонський, Centropus anselli
- Коукал ефіопський, Centropus monachus
- Коукал сенегальський, Centropus senegalensis

## Совоподібні(Strigiformes)
Родина: Сипухові (Tytonidae)
- Сипуха африканська, Tyto capensis
- Сипуха крапчаста, Tyto alba

Родина: Совові (Strigidae)
- Сплюшка африканська, Otus senegalensis
- Сплюшка євразійська, Otus scops
- Сплюшка сіра, Ptilopsis leucotis
- Пугач сірий, Bubo cinerascens
- Пугач гвінейський, Bubo poensis
- Пугач блідий, Bubo lacteus
- Пугач плямистогрудий, Bubo leucostictus
- Сова-рибоїд смугаста, Scotopelia peli
- Сова-рибоїд жовтодзьоба, Scotopelia bouvieri
- Сова-лісовик африканська, Strix woodfordii
- Сова-рогань африканська, Jubula lettii
- Сичик-горобець савановий, Glaucidium perlatum
- Сичик-горобець рудобокий, Glaucidium tephronotum
- Сичик-горобець білогорлий, Glaucidium sjostedti
- Сичик-горобець мозамбіцький, Glaucidium capense

## Дрімлюгоподібні(Caprimulgiformes)
Родина: Дрімлюгові (Caprimulgidae)
- Дрімлюга бурий, Veles binotatus
- Дрімлюга акацієвий, Caprimulgus rufigena
- Дрімлюга рудогорлий, Caprimulgus nigriscapularis
- Дрімлюга міомбовий, Caprimulgus pectoralis
- Дрімлюга болотяний, Caprimulgus natalensis
- Дрімлюга блідий, Caprimulgus inornatus
- Дрімлюга плямистий, Caprimulgus tristigma
- Дрімлюга джунглевий, Caprimulgus batesi
- Дрімлюга польовий, Caprimulgus climacurus
- Дрімлюга-прапорокрил ангольський, Caprimulgus vexillarius
- Дрімлюга-прапорокрил камерунський, Caprimulgus longipennis

## Серпокрильцеві(Apodiformes)
Родина: Серпокрильцеві (Apodidae)
- Голкохвіст плямистоволий, Telacanthura ussheri
- Голкохвіст ітурійський, Telacanthura melanopygia
- Голкохвіст білочеревий, Rhaphidura sabini
- Голкохвіст нігерійський, Neafrapus cassini
- Серпокрилець пальмовий, Cypsiurus parvus
- Серпокрилець білочеревий, Apus melba
- Серпокрилець чорний, Apus apus
- Серпокрилець блідий, Apus pallidus
- Серпокрилець малий, Apus affinis
- Серпокрилець білогузий, Apus caffer

## Чепігоподібні(Coliiformes)
Родина: Чепігові (Coliidae)
- Чепіга бурокрила, Colius striatus
- Паяро синьошиїй, Urocolius macrourus

## Трогоноподібні(Trogoniformes)
Родина: Трогонові (Trogonidae)
- Трогон зелений, Apaloderma narina
- Трогон жовтовусий, Apaloderma aequatoriale

## Сиворакшоподібні(Coraciiformes)
Родина: Рибалочкові (Alcedinidae)
- Рибалочка кобальтовий, Alcedo semitorquata
- Рибалочка бірюзовий, Alcedo quadribrachys
- Рибалочка діадемовий, Corythornis cristatus
- Рибалочка білочеревий, Corythornis leucogaster
- Рибалочка-крихітка синьоголовий, Ispidina picta
- Рибалочка-крихітка африканський, Ispidina lecontei
- Альціон каштановий, Halcyon badia
- Альціон сіроголовий, Halcyon leucocephala
- Альціон сенегальський, Halcyon senegalensis
- Альціон блакитний, Halcyon malimbica
- Альціон малий, Halcyon chelicuti
- Рибалочка-чубань африканський, Megaceryle maximus
- Рибалочка строкатий, Ceryle rudis

Родина: Бджолоїдкові (Meropidae)
- Бджолоїдка чорна, Merops gularis
- Бджолоїдка сапфірова, Merops muelleri
- Бджолоїдка червоногорла, Merops bulocki
- Бджолоїдка карликова, Merops pusillus
- Бджолоїдка синьовола, Merops variegatus
- Бджолоїдка суданська, Merops oreobates
- Бджолоїдка вилохвоста, Merops hirundineus
- Бджолоїдка чорноголова, Merops breweri
- Бджолоїдка білогорла, Merops albicollis
- Merops viridissimus
- Бджолоїдка зелена, Merops persicus
- Бджолоїдка звичайна, Merops apiaster
- Бджолоїдка рожевогруда, Merops malimbicus
- Бджолоїдка малинова, Merops nubicus

Родина: Сиворакшові (Coraciidae)
- Сиворакша євразійська, Coracias garrulus
- Сиворакша абісинська, Coracias abyssinica
- Сиворакша білоброва, Coracias naevia
- Сиворакша світлоголова, Coracias cyanogaster
- Широкорот африканський, Eurystomus glaucurus
- Широкорот блакитногорлий, Eurystomus gularis

## Bucerotiformes
Родина: Одудові (Upupidae)
- Одуд, Upupa epops

Родина: Слотнякові (Phoeniculidae)
- Слотняк пурпуровий, Phoeniculus purpureus
- Слотняк білоголовий, Phoeniculus bollei
- Слотняк рудоголовий, Phoeniculus castaneiceps
- Ірисор чорний, Rhinopomastus aterrimus

Родина: Птахи-носороги (Bucerotidae)
- Токо білочубий, Horizocerus albocristatus
- Токо чорний, Horizocerus hartlaubi
- Токо червонодзьобий, Tockus erythrorhynchus
- Токо малий, Lophoceros camurus
- Токо бурий, Lophoceros alboterminatus
- Токо синьогорлий, Lophoceros fasciatus
- Токо плямистодзьобий, Lophoceros nasutus
- Калао сенегальський, Bycanistes fistulator
- Калао сірощокий, Bycanistes subcylindricus
- Калао кремоводзьобий, Bycanistes cylindricus
- Калао екваторіальний, Bycanistes albotibialis
- Калао чорношоломний, Ceratogymna atrata

Родина: Кромкачні (Bucorvidae)
- Кромкач абісинський, Bucorvus abyssinicus

## Дятлоподібні(Piciformes)
Родина: Лібійні (Lybiidae)
- Барбікан заїрський, Gymnobucco sladeni
- Барбікан сіроголовий, Gymnobucco bonapartei
- Барбіон плямистий, Pogoniulus scolopaceus
- Барбіон червоногузий, Pogoniulus atroflavus
- Барбіон жовтогорлий, Pogoniulus subsulphureus
- Барбіон золотогузий, Pogoniulus bilineatus
- Барбіон жовтолобий, Pogoniulus chrysoconus
- Барбіон червоноголовий, Buccanodon duchaillui
- Лібія-зубодзьоб велика, Tricholaema hirsuta
- Лібія світлокрила, Lybius vieilloti
- Лібія білолоба, Lybius leucocephalus
- Лібія червона, Lybius bidentatus
- Лібія жовтоока, Lybius dubius
- Лібія чорновола, Lybius rolleti
- Барбудо жовтодзьобий, Trachyphonus purpuratus

Родина: Воскоїдові (Indicatoridae)
- Воскоїд строкатоволий, Indicator maculatus
- Воскоїд великий, Indicator indicator
- Воскоїд малий, Indicator minor
- Воскоїд товстодзьобий, Indicator conirostris
- Воскоїд гвінейський, Indicator willcocksi
- Воскоїд крихітний, Indicator exilis
- Воскоїд лірохвостий, Melichneutes robustus
- Ковтач оливковий, Melignomon zenkeri
- Ковтач карликовий, Prodotiscus insignis
- Ковтач світлочеревий, Prodotiscus regulus

Родина: Дятлові (Picidae)
- Крутиголовка звичайна, Jynx torquilla
- Крутиголовка африканська, Jynx ruficollis
- Добаш африканський, Verreauxia africana
- Дятлик термітовий, Pardipicus nivosus
- Дятлик бурощокий, Pardipicus caroli
- Дятлик жовтогрудий, Campethera punctuligera
- Дятлик нубійський, Campethera nubica
- Дятлик золотохвостий, Campethera abingoni
- Дятлик чорнохвостий, Campethera maculosa
- Дятел угандійський, Dendropicos poecilolaemus
- Дятел сірощокий, Dendropicos fuscescens
- Дятел габонський, Dendropicos gabonensis
- Дятел камерунський, Dendropicos elliotii
- Дятел сірошиїй, Dendropicos goertae
- Дятел бурокрилий, Dendropicos obsoletus
- Дятел бородатий, Chloropicus namaquus
- Дятел строкатогрудий, Chloropicus xantholophus

## Горобцеподібні(Passeriformes)
Родина: Смарагдорогодзьобові (Calyptomenidae)
- Широкодзьоб чорноголовий, Smithornis capensis
- Широкодзьоб рудобокий, Smithornis rufolateralis

Родина: Пітові (Pittidae)
- Піта ангольська, Pitta angolensis
- Піта зеленовола, Pitta reichenowi

Родина: Жайворонкові (Alaudidae)
- Фірлюк чагарниковий, Mirafra cantillans
- Фірлюк африканський, Mirafra africana
- Фірлюк коричневий, Mirafra rufocinnamomea
- Фірлюк рудогузий, Pinarocorys erythropygia
- Жервінчик білощокий, Eremopterix leucotis
- Посмітюха звичайна, Galerida cristata
- Посмітюха іржаста, Galerida modesta

Родина: Ластівкові (Hirundinidae)
- Попецух червоноокий, Pseudochelidon eurystomina (A)
- Ластівка берегова, Riparia riparia
- Ластівка мала, Riparia paludicola
- Ластівка заїрська, Riparia congica (A)
- Ластівка білоброва, Neophedina cincta
- Ластівка сірогуза, Pseudhirundo griseopyga
- Ластівка афро-азійська, Ptyonoprogne fuligula
- Ластівка сільська, Hirundo rustica
- Ластівка червоновола, Hirundo lucida (A)
- Ластівка ефіопська, Hirundo aethiopica
- Ластівка ниткохвоста, Hirundo smithii
- Ластівка синя, Hirundo nigrita
- Ластівка білокрила, Hirundo leucosoma
- Ластівка абісинська, Cecropis abyssinica
- Ластівка рудочерева, Cecropis semirufa
- Ластівка сенегальська, Cecropis senegalensis
- Ластівка даурська, Cecropis daurica
- Ясківка червоноброва, Petrochelidon preussi
- Ластівка міська, Delichon urbicum
- Жалібничка блискуча, Psalidoprocne nitens
- Жалібничка білоплеча, Psalidoprocne pristoptera

Родина: Плискові (Motacillidae)
- Плиска біла, Motacilla alba
- Плиска строката, Motacilla aguimp
- Плиска жовта, Motacilla flava
- Плиска гірська, Motacilla cinerea
- Плиска ефіопська, Motacilla clara
- Пікулик жовтогорлий, Macronyx croceus
- Щеврик польовий, Anthus campestris
- Щеврик-велет, Anthus leucophrys
- Щеврик рудий, Anthus cinnamomeus
- Щеврик довгоногий, Anthus pallidiventris
- Щеврик лісовий, Anthus trivialis
- Щеврик червоногрудий, Anthus cervinus

Родина: Личинкоїдові (Campephagidae)
- Шикачик білочеревий, Ceblepyris pectoralis
- Шикачик сірий, Ceblepyris caesius
- Шикачик синій, Cyanograucalus azureus
- Личинкоїд західний, Campephaga petiti
- Личинкоїд південний, Campephaga flava
- Личинкоїд червоноплечий, Campephaga phoenicea
- Личинкоїд пурпуровий, Campephaga quiscalina
- Личинкоїд жовточеревий, Lobotos oriolinus

Родина: Nicatoridae
- Нікатор західний, Nicator chloris
- Нікатор жовтогорлий, Nicator vireo

Родина: Бюльбюлеві (Pycnonotidae)
- Бюльбюль темноголовий, Pycnonotus barbatus
- Бюльбюль малий, Eurillas virens
- Бюльбюль карликовий, Eurillas gracilis
- Бюльбюль-крихітка, Eurillas ansorgei
- Бюльбюль криводзьобий, Eurillas curvirostris
- Бюльбюль вусатий, Eurillas latirostris
- Бюльбюль тонкодзьобий, Stelgidillas gracilirostris
- Бюльбюль золотистий, Calyptocichla serinus
- Бюльбюль-білохвіст нігерійський, Baeopogon indicator
- Бюльбюль-білохвіст конголезький, Baeopogon clamans
- Бюльбюль плямистий, Ixonotus guttatus
- Жовточеревець білогорлий, Chlorocichla simplex
- Жовточеревець червоноокий, Chlorocichla falkensteini
- Бюльбюль болотяний, Thescelocichla leucopleura
- Жовточеревець сенегальський, Atimastillas flavicollis
- Торо сивоголовий, Phyllastrephus scandens
- Торо білогорлий, Phyllastrephus albigularis
- Торо малий, Phyllastrephus icterinus
- Торо великий, Phyllastrephus xavieri
- Бюльбюль-довгодзьоб рудохвостий, Bleda syndactylus
- Бюльбюль-довгодзьоб малий, Bleda notatus
- Бюльбюль-бородань рудохвостий, Criniger calurus
- Бюльбюль-бородань зелений, Criniger chloronotus
- Бюльбюль-бородань заїрський, Criniger ndussumensis

Родина: Дроздові (Turdidae)
- Вагал рудий, Stizorhina fraseri
- Вагал рудохвостий, Neocossyphus rufus (A)
- Вагал білохвостий, Neocossyphus poensis
- Дрізд африканський, Turdus pelios

Родина: Тамікові (Cisticolidae)
- Таміка рудощока, Cisticola erythrops
- Таміка співоча, Cisticola cantans
- Таміка товстодзьоба, Cisticola lateralis
- Таміка лісова, Cisticola anonymus
- Таміка бура, Cisticola aberrans
- Таміка червоноголова, Cisticola ruficeps
- Таміка західна, Cisticola marginatus
- Таміка строката, Cisticola natalensis
- Таміка саванова, Cisticola brachypterus
- Таміка іржаста, Cisticola rufus
- Таміка руда, Cisticola troglodytes
- Таміка віялохвоста, Cisticola juncidis
- Таміка рудошия, Cisticola eximius
- Принія африканська, Prinia subflava
- Принія білогорла, Schistolais leucopogon
- Принія зеброва, Prinia bairdii
- Принія рудокрила, Prinia erythroptera
- Червонокрил, Drymocichla incana
- Нікорник чорносмугий, Oreolais pulcher
- Нікорник сьєрра-леонський, Apalis nigriceps
- Нікорник біловусий, Apalis jacksoni
- Нікорник жовтоволий, Apalis flavida
- Нікорник білочеревий, Apalis rufogularis
- Нікорник заїрський, Apalis goslingi
- Вільговець чорноголовий, Hypergerus atriceps
- Цвіркач сіробокий, Camaroptera brevicaudata
- Цвіркач жовтобровий, Camaroptera superciliaris
- Цвіркач оливковий, Camaroptera chloronota
- Жалівник рудий, Bathmocercus rufus
- Акаційовик, Phyllolais pulchella
- Жовтобрюшка сенегальська, Eremomela pusilla
- Жовтобрюшка маскова, Eremomela canescens
- Жовтобрюшка рудоголова, Eremomela badiceps

Родина: Macrosphenidae
- Очеретянка вусата, Melocichla mentalis
- Кромбек західний, Sylvietta virens
- Кромбек жовтогрудий, Sylvietta denti
- Кромбек північний, Sylvietta brachyura
- Куцохвостик жовтий, Macrosphenus flavicans
- Куцохвостик оливковий, Macrosphenus concolor
- Покривець, Hylia prasina
- Ремез-гилія, Pholidornis rushiae

Родина: Очеретянкові (Acrocephalidae)
- Очеретянка лучна, Acrocephalus schoenobaenus
- Очеретянка ставкова, Acrocephalus scirpaceus
- Очеретянка велика, Acrocephalus arundinaceus
- Очеретянка бура, Acrocephalus rufescens
- Очеретянка світлоброва, Acrocephalus gracilirostris
- Берестянка багатоголоса, Hippolais polyglotta
- Берестянка звичайна, Hippolais icterina
- Берестянка бліда, Iduna pallida
- Жовтовик темноголовий, Iduna natalensis

Родина: Вівчарикові (Phylloscopidae)
- Вівчарик весняний, Phylloscopus trochilus
- Вівчарик жовтобровий, Phylloscopus sibilatrix

Родина: Hyliotidae
- Оксамитник жовточеревий, Hyliota flavigaster
- Оксамитник фіолетовий, Hyliota violacea

Родина: Кропив'янкові (Sylviidae)
- Кропив'янка садова, Sylvia borin
- Кропив'янка сіра, Curruca communis

Родина: Мухоловкові (Muscicapidae)
- Скеляр строкатий, Monticola saxatilis
- Скеляр синій, Monticola solitarius
- Мухарка бліда, Melaenornis pallidus
- Мухарка чорна, Melaenornis edolioides
- Мухарка лісова, Fraseria ocreata
- Мухарка білоброва, Fraseria cinerascens
- Мухоловка сіроголова,  Myioparus griseigularis
- Мухоловка сива, Myioparus plumbeus
- Мухоловка оливкова, Muscicapa olivascens
- Мухоловка попеляста, Muscicapa caerulescens
- Мухоловка сіра, Muscicapa striata
- Мухоловка акацієва, Muscicapa gambagae
- Мухоловка болотяна, Muscicapa aquatica
- Мухоловка темна, Muscicapa adusta
- Мухоловка західна, Muscicapa epulata
- Мухоловка жовтонога, Muscicapa sethsmithi
- Мухоловка ліберійська, Muscicapa cassini
- Мухоловка екваторіальна, Muscicapa comitata
- Мухоловка каштанова, Muscicapa infuscata
- Мухоловка строката, Ficedula hypoleuca
- Мухоловка білошия, Ficedula albicollis
- Колоратка лісова, Stiphrornis erythrothorax
- Акалат лісовий, Sheppardia cyornithopsis
- Соловейко західний, Luscinia megarhynchos
- Золотокіс синьоплечий, Cossypha cyanocampter
- Акалат білобровий, Cossypha polioptera
- Золотокіс білобровий, Cossypha heuglini
- Золотокіс рудоголовий, Cossypha natalensis
- Золотокіс сіроголовий, Cossypha niveicapilla
- Золотокіс білоголовий, Cossypha albicapilla
- Тирч жовтогорлий, Cichladusa ruficauda
- Альзакола лісова, Cercotrichas leucosticta
- Альзакола саванова, Cercotrichas hartlaubi
- Альзакола чорна, Cercotrichas podobe
- Горихвістка звичайна, Phoenicurus phoenicurus
- Трав'янка лучна, Saxicola rubetra
- Кам'янка звичайна, Oenanthe oenanthe
- Кам'янка попеляста, Oenanthe isabellina
- Кам'янка іспанська, Oenanthe hispanica (A)
- Кам'янка брунатна, Oenanthe heuglinii
- Смолярик білолобий, Oenanthe albifrons
- Oenanthe familiaris
- Смолярик бурий, Myrmecocichla aethiops
- Смолярик чорний, Myrmecocichla nigra
- Камінчак білоголовий, Thamnolaea coronata
- Червеняк білобровий, Chamaetylas poliocephala
- Алєте рудий, Alethe castanea

Родина: Прирітникові (Platysteiridae)
- Прирітник рубіновобровий, Platysteira cyanea
- Прирітка білошия, Platysteira castanea
- Прирітка рогоока, Platysteira tonsa
- Прирітка жовточерева, Platysteira concreta
- Приріт акацієвий, Batis orientalis
- Приріт західний, Batis erlangeri

Родина: Erythrocercidae
- Монарх рудоголовий, Erythrocercus mccallii

Родина: Stenostiridae
- Ельмінія блакитна, Elminia longicauda
- Ельмінія чорноголова, Elminia nigromitrata

Родина: Монархові (Monarchidae)
- Монарх західний, Trochocercus nitens
- Монарх-довгохвіст іржастий, Terpsiphone rufiventer
- Монарх-довгохвіст темногрудий, Terpsiphone rufocinerea
- Монарх-довгохвіст конголезький, Terpsiphone batesi
- Монарх-довгохвіст африканський, Terpsiphone viridis

Родина: Pellorneidae
- Тимелія широкоброва, Illadopsis cleaveri
- Тимелія сіроголова, Illadopsis albipectus
- Тимелія сірощока, Illadopsis rufipennis
- Тимелія вохриста, Illadopsis fulvescens
- Баблер дроздовий, Illadopsis turdina

Родина: Leiothrichidae
- Кратеропа чорноголова, Turdoides reinwardtii
- Кратеропа саванова, Turdoides plebejus
- Баблер-капуцин, Turdoides atripennis

Родина: Синицеві (Paridae)
- Синиця білоплеча, Melaniparus guineensis
- Синиця одноколірна, Melaniparus funereus

Родина: Підкоришникові (Certhiidae)
- Гримперія африканська, Salpornis salvadori

Родина: Ремезові (Remizidae)
- Ремез жовтий, Anthoscopus parvulus

Родина: Нектаркові (Nectariniidae)
- Саїманга оливкова, Deleornis fraseri
- Саїманга фіолетова, Anthreptes longuemarei
- Саїманга рудобока, Anthreptes aurantius
- Саїманга мала, Anthreptes seimundi
- Anthreptes tephrolaemus
- Саїманга зеленовола, Hedydipna collaris
- Саїманга західна, Hedydipna platura
- Нектарка нігерійська, Anabathmis reichenbachii
- Нектарик зеленоголовий, Cyanomitra verticalis
- Нектарик синьогорлий, Cyanomitra cyanolaema
- Нектарик оливковий, Cyanomitra olivacea
- Нектарець зеленогорлий, Chalcomitra rubescens
- Нектарець червоноволий, Chalcomitra senegalensis
- Маріка смарагдова, Cinnyris chloropygius
- Маріка-крихітка, Cinnyris minullus
- Маріка північна, Cinnyris reichenowi
- Маріка-ельф, Cinnyris pulchellus
- Маріка пурпуровосмуга, Cinnyris bifasciatus
- Маріка райдужна, Cinnyris bouvieri
- Маріка палестинська, Cinnyris osea
- Маріка сенегальська, Cinnyris coccinigastrus
- Маріка лісова, Cinnyris johannae
- Маріка-білозір, Cinnyris superbus
- Маріка різнобарвна, Cinnyris venustus
- Маріка бліда, Cinnyris batesi
- Маріка міднобарвна, Cinnyris cupreus

Родина: Окулярникові (Zosteropidae)
- Окулярник камерунський, Zosterops stenocricotus
- Окулярник сенегальський, Zosterops senegalensis

Родина: Вивільгові (Oriolidae)
- Вивільга звичайна, Oriolus oriolus
- Вивільга золота, Oriolus auratus
- Вивільга світлокрила, Oriolus brachyrhynchus
- Вивільга південна, Oriolus larvatus
- Вивільга чорнокрила, Oriolus nigripennis

Родина: Сорокопудові (Laniidae)
- Сорокопуд терновий, Lanius collurio (A)
- Сорокопуд рудохвостий, Lanius isabellinus
- Сорокопуд іржастий, Lanius gubernator
- Сорокопуд чорноплечий, Lanius excubitoroides
- Сорокопуд білокрилий, Lanius mackinnoni
- Lanius humeralis
- Сорокопуд білолобий, Lanius nubicus
- Сорокопуд червоноголовий, Lanius senator
- Сорокопуд жовтодзьобий, Lanius corvinus

Родина: Гладіаторові (Malaconotidae)
- Брубру, Nilaus afer
- Кубла північна, Dryoscopus gambensis
- Кубла червоноока, Dryoscopus senegalensis
- Кубла сіра, Dryoscopus angolensis
- Кубла товстодзьоба, Dryoscopus sabini
- Чагра чорноголова, Tchagra minuta
- Чагра велика, Tchagra senegala
- Чагра буроголова, Tchagra australis
- Гонолек масковий, Laniarius luehderi
- Гонолек тропічний, Laniarius major
- Гонолек південний, Laniarius ferrugineus
- Гонолек червоний, Laniarius barbarus
- Гонолек жовтоокий, Laniarius erythrogaster
- Гонолек екваторіальний, Laniarius leucorhynchus
- Вюргер білобровий, Telophorus bocagei
- Вюргер золотистий, Telophorus sulfureopectus
- Вюргер різнобарвний, Telophorus multicolor
- Чагра червоногорла, Malaconotus cruentus
- Гладіатор сіроголовий, Malaconotus blanchoti

Родина: Вангові (Vangidae)
- Багадаїс білочубий, Prionops plumatus
- Багадаїс рудочеревий, Prionops rufiventris
- Приріт великий, Megabyas flammulatus
- Приріт чубатий, Bias musicus

Родина: Дронгові (Dicruridae)
- Дронго прирічний, Dicrurus sharpei
- Дронго західний, Dicrurus atripennis
- Дронго савановий, Dicrurus divaricatus
- Дронго узлісний, Dicrurus modestus

Родина: Воронові (Corvidae)
- Піакпіак, Ptilostomus afer
- Крук строкатий, Corvus albus
- Крук короткохвостий, Corvus rhipidurus

Родина: Ґедзеїдові (Buphagidae)
- Ґедзеїд жовтодзьобий, Buphagus africanus

Родина: Шпакові (Sturnidae)
- Шпак жовтоголовий, Creatophora cinerea
- Мерл синьощокий, Lamprotornis chloropterus
- Мерл бронзовохвостий, Lamprotornis chalcurus
- Мерл темнощокий, Lamprotornis splendidus
- Мерл пурпуровий, Lamprotornis purpureus
- Мерл довгохвостий, Lamprotornis caudatus
- Мерл рудочеревий, Lamprotornis pulcher
- Мерл пурпуровоголовий, Hylopsar purpureiceps
- Шпак-куцохвіст аметистовий, Cinnyricinclus leucogaster
- Моріо іржастокрилий, Onychognathus fulgidus
- Моріо західний, Onychognathus neumanni
- Шпак-гострохвіст лісовий, Poeoptera lugubris
- Шпак біловолий, Grafisia torquata

Родина: Ткачикові (Ploceidae)
- Алекто білодзьобий, Bubalornis albirostris
- Магалі-вусань північний, Sporopipes frontalis
- Магалі рудоголовий, Plocepasser superciliosus
- Ткачик золотолобий, Ploceus baglafecht
- Ткачик малий, Ploceus luteolus
- Ткачик савановий, Ploceus intermedius
- Ткачик чорногорлий, Ploceus ocularis
- Ткачик короткокрилий, Ploceus nigricollis
- Ткачик чорночеревий, Ploceus melanogaster
- Ткачик королівський, Ploceus aurantius
- Ткачик масковий, Ploceus heuglini
- Ткачик акацієвий, Ploceus vitellinus
- Ткачик великий, Ploceus cucullatus
- Ткачик західний, Ploceus nigerrimus
- Ткачик чорноголовий, Ploceus melanocephalus
- Ткачик трибарвний, Ploceus tricolor
- Ткачик чорний, Ploceus albinucha
- Ткачик нігерійський, Ploceus preussi
- Ткачик жовтоголовий, Ploceus dorsomaculatus
- Ткачик буроголовий, Ploceus insignis
- Ткачик товстодзьобий, Ploceus superciliosus
- Малімб камерунський, Malimbus coronatus
- Малімб болотяний, Malimbus cassini
- Малімб червоний, Malimbus erythrogaster
- Малімб червоноволий, Malimbus nitens
- Малімб чубатий, Malimbus malimbicus
- Малімб червоношиїй, Malimbus rubricollis
- Малімб червоноголовий, Anaplectes rubriceps
- Квелія кардиналова, Quelea cardinalis
- Квелія червоноголова, Quelea erythrops
- Квелія червонодзьоба, Quelea quelea
- Вайдаг золотистий, Euplectes afer
- Вайдаг чорний, Euplectes gierowii
- Вайдаг чорнокрилий, Euplectes hordeaceus
- Вайдаг червоний, Euplectes franciscanus
- Вайдаг вогнистий, Euplectes orix
- Вайдаг червоноплечий, Euplectes axillaris
- Вайдаг жовтоплечий, Euplectes macroura
- Вайдаг білокрилий, Euplectes albonotatus
- Вайдаг великий, Euplectes ardens
- Ткачик білолобий, Amblyospiza albifrons

Родина: Астрильдові (Estrildidae)
- Астрильд-мурахоїд рудощокий, Parmoptila woodhousei
- Нігрита білочерева, Nigrita fusconotus
- Нігрита рудочерева, Nigrita bicolor
- Нігрита жовтолоба, Nigrita luteifrons
- Нігрита чорнолоба, Nigrita canicapillus
- Астрильдик білощокий, Delacourella capistrata
- Мельба червонокрила, Pytilia phoenicoptera
- Мельба строката, Pytilia melba
- Мельба червонощока, Pytilia hypogrammica
- Астрильд зелений, Mandingoa nitidula
- Червонощок чорночеревий, Pyrenestes ostrinus
- Синьодзьоб чорноголовий, Spermophaga haematina
- Синьодзьоб червоноголовий, Spermophaga ruficapilla
- Астрильд бурий, Clytospiza monteiri
- Краплик північний, Euschistospiza dybowskii
- Амарант савановий, Lagonosticta rufopicta
- Амарант червонодзьобий, Lagonosticta senegala
- Амарант червоночеревий, Lagonosticta rara
- Амарант червоний, Lagonosticta rubricata
- Амарант масковий, Lagonosticta larvata
- Астрильд-метелик червонощокий, Uraeginthus bengalus
- Астрильд червонохвостий, Glaucestrilda caerulescens
- Астрильд болотяний, Estrilda paludicola
- Астрильд золотощокий, Estrilda melpoda
- Астрильд сірий, Estrilda troglodytes
- Астрильд смугастий, Estrilda astrild
- Астрильд білочеревий, Estrilda nonnula
- Астрильд чорноголовий, Estrilda atricapilla
- Бенгалик золотогрудий, Amandava subflava
- Луговик чорнощокий, Ortygospiza atricollis
- Сріблодзьоб чорногузий, Euodice cantans
- Сріблодзьоб чорноволий, Spermestes cucullata
- Сріблодзьоб строкатий, Spermestes bicolor
- Сріблодзьоб великий, Spermestes fringilloides
- Амадина червоногорла, Amadina fasciata

Родина: Вдовичкові (Viduidae)
- Вдовичка червононога, Vidua chalybeata
- Вдовичка-самітниця, Vidua raricola
- Вдовичка чагарникова, Vidua larvaticola
- Вдовичка фіолетова, Vidua funerea
- Вдовичка садова, Vidua wilsoni
- Вдовичка камерунська, Vidua camerunensis
- Вдовичка білочерева, Vidua macroura
- Вдовичка рудошия, Vidua interjecta
- Вдовичка сахелева, Vidua orientalis
- Зозульчак, Anomalospiza imberbis

Родина: Вівсянкові (Emberizidae)
- Вівсянка каштанова, Emberiza tahapisi
- Вівсянка жовточерева, Emberiza flaviventris
- Вівсянка бурогуза, Emberiza affinis
- Вівсянка білоброва, Emberiza cabanisi

Родина: В'юркові (Fringillidae)
- Щедрик білогузий, Crithagra leucopygia
- Щедрик жовтолобий, Crithagra mozambica
- Crithagra canicapilla

Родина: Горобцеві (Passeridae)
- Горобець сіроголовий, Passer griseus
- Горобець сахелевий, Gymnoris pyrgita
- Горобець малий, Gymnoris dentata